# Hynobius okiensis
Hynobius okiensis é uma espécie de anfíbio caudado pertencente à família Hynobiidae. Endêmica do Japão.